# Bestiola
Bestiola es el tercer álbum del grupo barcelonés Hidrogenesse.
Tras la publicación de Animalitos (2007) Hidrogenesse retomaron el sonido, los instrumentos y algunos temas de ese disco para elaborar Bestiola. Según el propio grupo, trataron de crear un disco nuevo sin escribir canciones, aprovechando temas que no habían grabado, regrabando temas de otros discos, y haciendo una versión del grupo Feria (Estamos aquí), que ellos mismos habían producido en 2005 para su sello Austrohúngaro. Así pues, en el disco hay dos canciones de Animalitos: Fuig llop fuig llop fuig y Schloss, remezcladas; hay una versión nueva de Vuelve conmigo a Italia (cuya versión original se encuentra en el recopilatorio Lujo y Miseria de 1998); hay temas descartados de sus anteriores álbumes (Bestiola y Gimnàstica passiva); hay dos temas antiguos que nunca habían grabado (Stock, Aitken... y Night to night...). También incluye un medley de todas las canciones llamado Pianola.
Como pone en la contraportada, se trata de "39 minutos de música sin parar". Las diez canciones se enlazan, se mezclan o se interrumpen sin pausas ni silencios. 

## Lista de temas
1. Bestiola
2. Night to night and day to day
3. Stock, Aitken, Waterman and me
4. Schloss
5. Estamos aquí (Feria)
6. Vuelve conmigo a Italia
7. Gimnàstica passiva
8. Fuig llop fuig llop fuig
9. Pianola
10. Bestiola 2